# 主よ、人の望みの喜びよ
『主よ、人の望みの喜びよ』（しゅよ、ひとののぞみのよろこびよ）は、ヨハン・ゼバスティアン・バッハが1723年に作曲した教会カンタータ『心と口と行いと生活で』（BWV147）の終曲のコラール「イエスは変わらざるわが喜び」（Jesus bleibet meine Freude）の、英語によるタイトル"Jesu, Joy of Man's Desiring"に基づくタイトルである。第1部の締めくくりとなる第6曲と同じ旋律に、別の詞が乗せられる。
結婚式やクリスマス、イースターなどのキリスト教の祝祭の季節に演奏されることが多い。ピアノや吹奏楽などにも編曲されている。

## 背景
バッハは、1661年にマルティン・ヤヌスが書いた讃美歌"Jesu, meiner Seelen Wonne"（イエス、わが魂の喜び）の2つのスタンザを、ヴァイオリニスト・作曲家のヨハン・ショップが作曲した"Werde munter, mein Gemüthe"（心をはずませ）の旋律を引用し、オーケストラ伴奏で4部構成で作曲した。この楽章はカンタータの2つの部分の締めくくりである。
バッハは、合唱、トランペット、ヴァイオリン、オーボエ、ヴィオラ、ファゴットによるカンタータ『心と口と行いと生活で』の第6曲と第10曲を作曲した。

## 編曲
この楽曲の幅広い人気により、クラシックギターやウェンディ・カルロスのアルバム『スウィッチト・オン・バッハ』におけるモーグ・シンセサイザーなど、様々な楽器へのアレンジがなされている。それらの中で最も有名なのは、イギリスのピアニストマイラ・ヘス（1890-1965）によるピアノアレンジであり、ピアノ独奏版が1926年に、ピアノ二重奏版が1934年に出版されている。
1971年にイギリスのバンド アポロ 100 によってカバーされ、ビルボード・ホット100の2位にランキングした。
アメリカの作曲家アルフレッド・リードにより、吹奏楽にも編曲されている。

### 英語版
この曲の最も耳にされる英語版は、イギリスの詩人ロバート・ブリッジスによるものである。これはバッハのオリジナル版で使われている。